# Arrondissement Saint-Julien-en-Genevois
Arrondissement Saint-Julien-en-Genevois (fr. Arrondissement de Saint-Julien-en-Genevois) je správní územní jednotka ležící v departementu Horní Savojsko a regionu Rhône-Alpes ve Francii. Člení se dále na sedm kantonů a 72 obce.

## Kantony
- Annemasse-Nord
- Annemasse-Sud
- Cruseilles
- Frangy
- Reignier-Ésery
- Saint-Julien-en-Genevois
- Seyssel